# Alexander Goldin

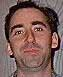
Alexander Goldin (foto: worldopen.
com)

Alexander Vladilenovitsj Goldin (Russisch: Александр Владиленович Гольдин) (Novosibirsk, 27 februari 1965) is een Russisch-Amerikaanse schaker. Hij is sinds 1989 een grootmeester (GM) en speelt voor Verenigde Staten. Van 1999 tot 2001 speelde hij voor de Israëlische Schaakbond.
Goldin kwam oorspronkelijk voor Rusland en de Sovjet-Unie uit, emigreerde naar Israël en vervolgens naar de Verenigde Staten.

## Familie en jeugdjaren
Goldin groeide op in een familie met een grote interesse in schaken, levend in een stad, die een leidend schaakcentrum van de Sovjet-Unie werd. Op vierjarige leeftijd leerde Goldin van zijn vader de regels van het schaken. Zijn vader gaf hem al snel uitdagingen, doordat hij zijn zoon in het begin slechts twee torens en een dame gaf om mee te spelen, later alleen nog een dame, totdat hij acht jaar oud was. „Mijn oudere zus Maggy nam deel aan de kwartfinale van het kampioenschap van de Sovjet-Unie. Mijn tweelingbroer Roman, slechts een kwartier jonger dan ik, heeft een aanvraag gedaan voor de meestertitel. Mijn moeder schaakte afgelopen jaar professioneel.“ vermeldde hij in 1989 over zijn familie.
 Zijn geloof is Joods.

## Vroege resultaten en ontwikkeling tot schaakgrootmeester
Op zevenjarige leeftijd begon hij deel te nemen aan toernooien, waarvan hij volgens eigenzeggen de meeste won. Zijn eerste trainer was Iogan Ioganowitsch Dukart, waarmee hij het niveau van een goede kandidaat voor de meestertitel bereikte. Daarna had hij geen trainer meer, maar werkte wel met sterke spelers. Sinds zijn eerste sterke resultaat in 1981 speelde hij als lid van het team van de Sovjet-strijdkrachten. De overwinning in 1988 bij de jonge meesters in Vilnius beschouwde hij als zijn sterkste resultaat in de Sovjet-Unie. In de voorafgaande periode was hij begeleid door GM Gennadi Timoščenko, een vroegere trainer van Garri Kasparov. Tot 1989 speelde hij slechts in een klein aantal internationale kampioenschappen, waaronder 1987 en 1988 in Polen en 1989 in Tsjechoslowakije. Door de overwinning in de twee laatstgenoemde toernooien behaalde hij de grootmeestertitel.

## Professioneel schaker
In 1989 was hij in het Sovjet-leger, waarvan hij al sinds 1982 lid was van het schaakteam. Later studeerde hij aan het Instituut voor Watertransport. Hij beschouwde dat echter niet als zijn roeping, en gaf de voorkeur aan het schaakspel. Zijn in 1989 geformuleerde doel een rating van hoger dan 2600 te bereiken, bereikte hij met een hoogste rating van 2630.
Hij heeft geen concrete voorbeelden maar heeft bewondering voor de agressiviteit in het spel van Kasparov, de kunst van het manoeuvreren bij Anatoli Karpov en de elegantie van Boris Spasski. En hij bewondert Vasyl Ivantsjoek en Veselin Topalov als onafhankelijke denkers. In een interview uit 2011 noemt hij als recept voor het behalen van de grootmeestertitel: 10 % talent, 90 % hard werken, en houden van het spel. Op jonge leeftijd leerde hij veel van het urenlang analyseren van zijn eigen partijen, en van het met plezier oplossen van schaakopgaven. Maar in het algemeen heeft zijn voorkeur voor het doorbrengen van de tijd buiten de schaaktoernooien: "liever van het leven genieten, dan schaken studeren".

Het is dan ook niet verwonderlijk dat hij al in 1989 meldde dat zijn schaakleven zich uitsluitend afspeelt tijdens toernooien. De rest van de tijd beschouwt hij als vrije tijd die hij voornamelijk doorbrengt met zijn gezin, zijn vrouw en zijn zoon. Hij leest graag en denkt na over het leven, wat hem ertoe bracht te gaan schrijven.
Later werd hij onder andere werkzaam als schaaktrainer.

## Resultaten
- In 1981 won Alexander Goldin het kampioenschap van de Sovjet-Unie voor spelers tot 18 jaar,[4][6] samen met A. Sokolov[4]
- In 1981 won hij het juniorenkampioenschap van de strijdkrachten van de Sovjet-Unie.[4]
- In 1986 was hij in Sebastopol gedeeld winnaar van de semifinale van het kampioenschap van de Sovjet-Unie. Hiermee kwalificeerde hij zich voor de finale van de eerste groep in 1987.
- In 1988 werd hij kampioen van de Sovjet-Unie in de categorie tot 26 jaar.
- In 1991 won hij het New York Open.
- In 1998 won hij het World Open met 8,5 pt. uit 9. Ook in 2001 won hij dit toernooi.
- Het 28e world open dat van 28 juni t/m 4 juli 2000 in Philadelphia verspeeld werd, werd na de tie-break gewonnen door Joel Benjamin met 7 punten uit negen ronden. Er eindigden acht spelers met zeven punten onder wie Alexander Goldin.
- Het 29e World open 2001 werd in juli in Philadelphia verspeeld en het werd met zeven punten uit negen ronden gewonnen door Alexander Goldin.
- In 2003 werd hij in Buenos Aires Panamerikaans kampioen, met evenveel punten (8.5 pt. uit 11) als de als tweede eindigende Giovanni Vescovi.[8][9][10]
- Het 31e Wereld open, gehouden van 28 juni t/m 6 juli 2003 in Philadelphia, werd gewonnen door de Estlandse grootmeester Jaan Ehlvest met 7 punten uit negen ronden. Alexander Goldin eindigde met 7 punten op de zevende plaats.
- In november 2005 werd in Philadelphia het 36e National Chess Congress door Ildar Ibragimov gewonnen met 5 pt. uit 6. Goldin eindigde met 5 punten op de tweede plaats.

## Nationaal team
Met het team van de Verenigde Staten nam hij in 2004 deel aan de Schaakolympiade in Calvià. Hij speelde aan bord 3 en behaalde een score van 65%.
Goldin nam in 2005 met het team deel aan het WK landenteams.